# Megalocercus huxleyi
Megalocercus huxleyi är en ryggsträngsdjursart som först beskrevs av Ritter in Ritter och Byxbee 1905.  Megalocercus huxleyi ingår i släktet Megalocercus och familjen lysgroddar. Inga underarter finns listade i Catalogue of Life.